# Prins van Waleseiland (Canada)
Prins van Waleseiland is een groot eiland behorend tot de Canadese arctische archipel. Het is gelegen tussen de eilanden Victoria en Somerset aan de zuidkant van de Straat Barrow. Het eiland is verdeeld in twee regio's genaamd Qikiqtaaluk en Kitikmeot. De oppervlakte van het eiland is 33.339 km². Ondanks deze grootte duurde het tot 1851 aleer het eiland werd ontdekt door poolreiziger Francis Leopold McClintock, die op zoek was naar de vermiste John Franklin. 
Het eiland wordt omgeven door zeestraten met ten noorden het Parrykanaal, bestaande uit het noordwestelijke Viscount Melville Sound en noordoostelijke Straat Barrow, in het oosten de Peel Sound, in het zuidoosten de Franklin Strait, de Larsen Sound in het zuiden en in het westen de M'Clintock Channel.